# Stockholm (Nowy Jork)
Stockholm – town w Stanach Zjednoczonych, w stanie Nowy Jork, w hrabstwie St. Lawrence.
Powierzchnia town wynosi 94,29 mi² (około 244,2 km²). W 2010 roku jego populacja wynosiła 3665 osób, a liczba gospodarstw domowych: 1654. W 2000 roku zamieszkiwało je 3592 osób, a w 1990 mieszkańców było 3533.
W obrębie town znajduje się CDP Winthrop.